# 朝鲜社会安全军
朝鲜社会安全军（：／），是隶属于朝鲜民主主义人民共和国社会安全省的治安準軍事組織。人民保安部第一副部长李泰哲上将兼任人民内務軍司令员。

## 历史
2010年初，人民保安省改称人民保安部，成为朝鲜民主主义人民共和国国防委员会的直属部门。同時期人民保安省所属的朝鮮人民警備隊改称朝鮮人民内務軍（韓語：조선인민내무군）。2020年6月，第七届朝鲜劳动党中央军事委员会第四次扩大会议后，人民保安部改称社会安全省。人民内务军随之改为朝鲜社会安全军。

## 历任领导
- 李炳三，2010年4月